# Elekes István
Elekes István (1971. október 1.–) magyar politikus, műszaki szakoktató, Cserszegtomaj polgármestere, a Momentum Mozgalom tagja. A 2022-es országgyűlési választáson az Egységben Magyarországért jelöltje volt Zala megye 2. sz. országgyűlési egyéni választókerületében.

## Tanulmányai, munkahelyei
Középiskolai végzettsége szerint gépgyártástechnológus, 2007-ben a Pécsi Tudományegyetem Pollack Mihály Műszaki Karán szerzett műszaki szakoktatói végzettséget. 12 éven át a FrieslandCampina Hungária Zrt. nyugat-magyarországi logisztikai vezetője volt, majd a SPAR Magyarország Kereskedelmi Kft.-ben lett üzemfenntartási regionális munkatárs.

## A politikában
A 2019-es önkormányzati választáson a Momentum Mozgalom színeiben indult el Cserszegtomaj polgármesteri székéért. A szavazatok 48,47%-val választották meg. Emellett a Zala Vármegyei Közgyűlés tagja.
Pártja őt indította a 2022-es ellenzéki előválasztáson Zala megye 2. sz. országgyűlési egyéni választókerületében. Az előválasztás nyerteseként őt indította az ellenzéki összefogás a 2022-es országgyűlési választáson. Programja igazságossá akarta tenni a családtámogatások rendszerét; emellett a munkahelyek megtartásával, a munkalehetőségek bővítésével kampányolt, különös tekintettel a megyei turizmusra. A választást végül a Fidesz-KDNP jelöltje, Nagy Bálint nyerte meg.